# Завердужжя (присілок)
Завердужжя (рос. Завердужье) — присілок у Лузькому районі Ленінградської області Російської Федерації.
Населення становить 12 осіб. Належить до муніципального утворення Волошовське сільське поселення.

## Історія
Згідно із законом від 28 вересня 2004 року № 65-оз належить до муніципального утворення Волошовське сільське поселення.

## Населення
| 1710 | 1838 | 1862 | 1940 | 1965 | 1997 | 2007 |
| ---- | ---- | ---- | ---- | ---- | ---- | ---- |
| 6    | ↗81  | ↘63  | ↗100 | ↘47  | ↘4   | →4   |
| 2010 |      |      |      |      |      |      |
| ↗12  |      |      |      |      |      |      |